# Ensorcelée
 (avril 2013).
Si vous disposez d'ouvrages ou d'articles de référence ou si vous connaissez des sites web de qualité traitant du thème abordé ici, merci de compléter l'article en donnant les références utiles à sa vérifiabilité et en les liant à la section « Notes et références ».
Singles de Lorie
La Positive attitude
(2004) C'est plus fort que moi
(2004)
Ensorcelée est une chanson de la chanteuse française Lorie issue du troisième album studio, intitulé Attitudes. Le titre est publié le 14 juin 2004 comme le troisième single de l'album. Plus de 128 674 exemplaires de ce single ont été vendus. Le single a été certifié disque d'argent en 2004.

## Genèse
Ensorcelée a été écrit par Johnny William pour son troisième album Attitudes. Le clip d'Ensorcelée a été tourné à Tahiti.

## Classements et certifications

### Classement hebdomadaire
| Pays     | Meilleure position | Semaines dans le classement |
| -------- | ------------------ | --------------------------- |
| France   | 13                 | 25                          |
| Belgique | 21                 | 9                           |
| Suisse   | 28                 | 19                          |

### Certifications et ventes
| Pays   | Certification | Date | Ventes certifiées | Ventes réelles |
| ------ | ------------- | ---- | ----------------- | -------------- |
| France | Argent        | 2004 | 125 000           | 128 674        |